# Love, Life and Laughter (1923)
Love, Life and Laughter é um filme mudo de drama romântico produzido no Reino Unido e lançado em junio de 1923.

## Elenco
- Betty Balfour
- Harry Jonas
- Frank Stanmore
- Annie Esmond
- Nancy Price
- Sydney Fairbrother
- Eric Smith
- A. Harding Steerman
- Audrey Ridgewell
- Gordon Hopkirk
- Dacia